# 吉岡拓 (サッカー選手)
吉岡拓（よしおか たく）は、日本の元プロサッカー選手。ポジションはミッドフィルダー。フィリピン、インド、タイ、ネパールでプレーした。

## 経歴
神奈川県出身、高校卒業後に1年間のブラジルサッカー留学を経験。ナイジェリアで1年を経て、フィリピンで3年、ネパールでプレーした後、2011年にはIリーグ2部に新たに参加するシムラ・ヤングスに移籍した。この間、フィリピンのユナイテッド・フットボールリーグでは2010年に外国人選抜に選出された。
2012年にはフィリピンに戻りユナイテッド・フットボールリーグ1部のロヨラ・メラルコ・スパークスFCに移籍、1月15日の開幕戦に出場した。2月21日の段階では在籍していることが確認できるが、3月22日の時点では契約解除となっている。
2013年にはインド2部のヒンドゥスタンからタイ2部のヤソートン・ユナイテッドに移籍した。